# ウィリアム・リーヴァイ・ドーソン
ウィリアム・リーヴァイ・ドーソン（William Levi Dawson、1899年9月26日 - 1990年5月2日）は、アフリカ系アメリカ人の作曲家、合唱指揮者。
アラバマ州アニストン出身。ホーナー芸術大学で学士位を得た後、シカゴ音楽大学、ついでアメリカ音楽院で学び、修士号を得た。最初シカゴ市民交響楽団などでトロンボーン奏者を務めたが、1931年から1956年までタスキーギ大学で教鞭をとった。その間、タスキーギ大学合唱団を国際的に有名な団体に育て上げた。若いころから作曲を始めており、室内楽、管弦楽、合唱の分野で作品を残している。特に有名なのが、黒人霊歌の要素を取り入れた『ニグロ・フォーク・シンフォニー』である。1934年に作曲され、レオポルド・ストコフスキー指揮のフィラデルフィア管弦楽団によって初演された。この曲は1952年に西アフリカ旅行によって、アフリカのリズムを取り入れた形で改訂されている。また『エゼキエルは神の車輪を見た』などの黒人霊歌を合唱曲に編曲し、現在でも広く歌われている。

## 文献
- Southern, Eileen. The Music of Black Americans: A History. W. W. Norton & Company; 3rd edition. ISBN 0-393-97141-4